# The Mirettes
The Mirettes waren eine US-amerikanische Girlgroup der 1960er Jahre.

## Geschichte
Die Mirettes setzten sich 1966 aus Robbie Montgomery (* 1940), Jessie Smith (1941–2021) und Venetta Fields (* 1941) zusammen. Die drei Frauen waren zuvor unter dem Namen The Ikettes als Background-Sängerinnen und Tänzerinnen in der Revue von Ike und Tina Turner bekannt gewesen. Als Ikettes hatte die Gruppe eine Reihe von Singles und ein Studioalbum auf Modern Records veröffentlicht und auch einige Hits gehabt, darunter Peaches 'n' Cream (#28 US R&B, #36 US Billboard Hot 100) und I'm So Thankful (# 12 US R&B, #74 US Billboard Hot 100).
Nach diesem Erfolg schickte Ike Turner eine „Ersatz“-Besetzung der Ikettes (Janice Singleton, Diane Rutherford und Marquentta Tinsley) auf landesweite Tournee mit Dick Clarks erfolgreicher, im Fernsehen und im Radio übertragener Konzertreihe Caravan of Stars, während die eigentlichen Ikettes weiterhin mit der Ike & Tina Turner Revue auf Tour gehen mussten. Dies verärgerte die Ursprungsbesetzung, die daneben noch auf ihre Bezahlung für die Revueauftritte wartete. Ende 1965 verließen Montgomery, Smith und Fields daher die Turner-Revue.
Das Trio wechselte daraufhin 1966 zu Mirwood Records und unterschrieb einen Managementvertrag bei Tina Turners Schwester, der Songwriterin und Managerin Alline Bullock. Da sie den Namen „The Ikettes“ aus rechtlichen Gründen nicht weiterverwenden durften, benannte sich die Gruppe in Anlehnung an ihre neue Plattenfirma in „The Mirettes“ um.
Bei Mirwood Records erschienen zunächst zwei Singles, die sich nicht in den Charts platzieren konnten, aber eine Coverversion von Wilson Picketts In the Midnight Hour auf Revue Records brachte sie im März 1968 zurück in die Charts (#18 US R&B, #45 US Billboard Hot 100). Im gleichen Jahr erschien das gleichnamige, von Jerry Goldstein produzierte erste Album der Mirettes. Bei UNI Records folgte 1969 das zweite Album, Whirlpool. Ebenfalls 1969 nahm die Gruppe den Titelsong des Films The Lost Man – Es führt kein Weg zurück (Regie: Robert Alan Aurthur) auf.
Nach einer letzten Single bei Zea Records verließ Venetta Fields 1970 die Gruppe und gründete mit Sherlie Matthews und Clydie King das Soul-Trio The Blackberries.
Die Mirettes machten mit Pat Powdrill (1948–1996) als neuem Mitglied weiter, die seit 1967 ebenfalls bei den Ikettes gewesen war. 1971 lösten sich die Mirettes endgültig auf. Robbie Montgomery und Jessie Smith wurden in den 1970er Jahren gefragte Backgroundsängerinnen.

## Diskografie (Auswahl)

### Studioalben
- 1968: In the Midnight Hour (Revue Records RS-7205)
- 1969: Whirlpool (UNI Records 73062)

### Singles
- 1966: "He's Alright With Me"  / "Your Kind Ain't No Good" (Mirwood 5514)
- 1966: "Now That I Found You, Baby" / "He's Alright With Me" (Mirwood 5531)
- 1968: "In the Midnight Hour" / "To Love Somebody" (Revue R 11004)
- 1968: "Take Me For a Little While" / "The Real Thing" (Revue R 11017)
- 1968: "I'm a Whole New Thing" / "First Love" (Revue R 11029)
- 1969: "Heart Full of Gladness" / "Ain't You Trying to Cross Over" (UNI Records 55126)
- 1969: "Stand by Your Man" / "If Everybody'd Help Somebody" (UNI Records 55110)
- 1969: "Whirlpool" / "Ain't You Trying to Cross Over" (UNI Records 55147)
- 1970: "Ain't My Stuff Good Enough" / "The Time and the Season" (Zea Records ZEA 50002)